# San Roque (Northern Samar)
San Roque ist eine philippinische Stadtgemeinde in der Provinz Northern Samar. Sie hat 30.580 Einwohner (Zensus 1. August 2015).

## Baranggays
San Roque ist politisch unterteilt in 16 Baranggays.
| - Balnasan - Balud - Bantayan - Coroconog - Dale - Ginagdanan - Lao-angan - Lawaan | - Malobago - Pagsang-an - Zone 1 (Pob.) - Zone 2 (Pob.) - Zone 3 (Pob.) - Zone 4 (Pob.) - Zone 5 (Pob.) - Zone 6 (Pob.) |